# Parker Vooris
Parker Vooris (1912-1989) fue un deportista estadounidense que compitió en bobsleigh. Ganó una medalla de oro en el Campeonato Mundial de Bobsleigh de 1959, en la prueba cuádruple.

## Palmarés internacional
| Campeonato Mundial | Campeonato Mundial   | Campeonato Mundial | Campeonato Mundial |
| Año                | Lugar                | Medalla            | Prueba             |
| ------------------ | -------------------- | ------------------ | ------------------ |
| 1959               | Sankt Moritz (Suiza) | Medalla de oro     | Cuádruple          |